# Galgahévíz, Pesta
Galgahévíz  este un sat în districtul Aszód, județul Pesta, Ungaria, având o populație de 2.515 locuitori (2011). 

## Demografie
Componența etnică a satului Galgahévíz
     Maghiari (89,51%)
     Romi (8,88%)
     Necunoscut (0,78%)
     Alții (0,82%)
Componența confesională a satului Galgahévíz
     Romano-catolici (73,72%)
     Fără religie (5,77%)
     Reformați (2,47%)
     Luterani (1,19%)
     Necunoscută (16,06%)
     Alte religii (1,99%)
Conform recensământului din 2011, satul Galgahévíz avea 2.515 locuitori. Din punct de vedere etnic, majoritatea locuitorilor (89,51%) erau maghiari, cu o minoritate de romi (8,88%). Apartenența etnică nu este cunoscută în cazul a 0,78% din locuitori.  Din punct de vedere confesional, majoritatea locuitorilor (73,72%) erau romano-catolici, existând și minorități de persoane fără religie (5,77%), reformați (2,47%) și luterani (1,19%). Pentru 16,06% din locuitori nu este cunoscută apartenența confesională.